# Margarites simbla
Margarites simbla är en snäckart som beskrevs av Dall 1913. Margarites simbla ingår i släktet Margarites och familjen pärlemorsnäckor. Inga underarter finns listade i Catalogue of Life.